# Mário de Morais Paiva
Mário de Morais Paiva (Uruguaiana, 9 de maio de 1891 — Rio de Janeiro, 9 de outubro de 1968]]) foi um político brasileiro. Exerceu o mandato de deputado classista constituinte em 1934.